# Номерні знаки Аруби

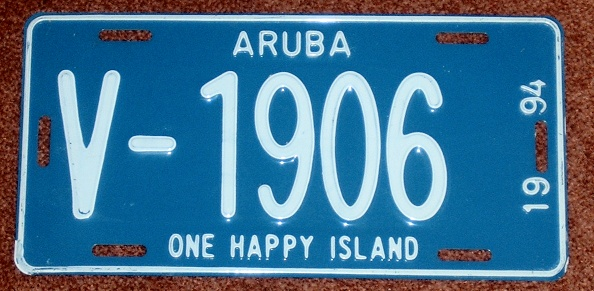
«Візитер». До 2010 р. включно

Код Аруби для міжнародного руху ТЗ офіційно не визначено. Серед неофіційно уживаних зустрічаються коди AUA, ARU, ABW та AW.
Номерні знаки Аруби мають розміри (12"x6") і розташування знаків, характерні для Північноамериканського регіону. У верхньому рядку розташовано девіз: «ONE HAPPY ISLAND», в нижньому — електронну адресу «aruba.com». В лівому боці розташовано вертикальний напис — покажчик року застосування. Основний напис являє собою префікс, що означає тип ТЗ та порядковий номер ТЗ (від 1 до 5 цифр).

## Префікси кодування
| Префікс | Тип ТЗ                                                   |
| ------- | -------------------------------------------------------- |
| A       | Приватні ТЗ                                              |
| AG      | Наймані автомобілі (автомобільна Агенція)                |
| B       | Автобуси                                                 |
| BR      | Дилери транспортних засобів                              |
| D       | Державні ТЗ                                              |
| DT      | Дизельні вантажні ТЗ                                     |
| GAR     | Ремонтні гаражі                                          |
| MFx     | Мотоцикли (8"x4")                                        |
| O       | Відкриті вантажівки для перевезення пасажирів (Омнібуси) |
| T       | Туристичні автобуси                                      |
| TX      | Таксі                                                    |
| V       | Прокатні автомобілі для Візитерів                        |

## Застосування та кольорове кодування
Номерні знаки Аруби підлягають щорічній заміні. Крім покажчика року застосування щорічно змінюється кольорова гама табличок та шрифтів. В першій половині року використовується просто номерний знак, в другій до номерного знаку видається додаткова табличка з дублюючою інформацією, що має зворотні кольори.
| A-1981 |
| A-1982 |
| A-1983 |
| A-1984 |
| A-1985 |
| A-1986 |
| A-1987 |
| A-1988 |
| A-1989 |
| A-1990 |
| A-1991 |
| A-1992 |
| A-1993 |
| A-1994 |
| A-1995 |
| A-1996 |
| A-1997 |
| A-1998 |
| A-1999 |
| A-2000 |
| A-2001 |
| A-2002 |
| A-2003 |
| A-2004 |
| A-2005 |
| A-2006 |
| A-2007 |
| A-2008 |
| A-2009 |
| A-2010 |
| A-2011 |
| A-2012 |
| A-2013 |
| A-2014 |